# Dinastia Supplinburger
La Dinastia Supplinburger va ser la casa a la qual pertanyia l'emperador del Sacre Imperi Lotari II. El nom de la dinastia prové de la ciutat saxona de Süpplingenburg.

## Genealogia
1. ? Bernat/Conrad (?-vers 1069)
  1. Gebhard de Süpplingenburg (?-1075)
    1. Lotari de Supplinburg (Lotari II) (1075-1137)
      1. Gertrudis de Süpplingenburg (1115-1143)

    2. Ida (?-1138)

  2. Thietmar (?-1093)